# 21e Grammy Awards
De 21e editie van de jaarlijkse Grammy Awards vond plaats op 15 februari 1979 in het Shrine Auditorium in Los Angeles. De ceremonie werd gepresenteerd door John Denver.
Twee muzikale fenomenen van de tweede helft van de jaren 70 domineerden de Grammy-uitreiking: disco en muziekfilms. Beide verschijnselen werden gecombineerd op de soundtrack van Saturday Night Fever, die werd uitgeroepen tot album van het jaar. De soundtrack, met de Bee Gees aan het creatieve roer, was de eerste in zijn soort die de prestigieuze Grammy voor album van het jaar won. Daarnaast wonnen de Bee Gees ook nog een handjevol Grammy's voor hun werk aan de soundtrack, met name voor het nummer Stayin' Alive. In totaal gingen Barry, Robin en Maurice Gibb met vijf prijzen naar huis.
Tegen de verwachting in wonnen de broers Gibb niet de categorieën Song of the Year en Record of the Year. Die eer ging voor beide categorieën naar Billy Joels Just the Way You Are. De Gibbs wonnen wél onder meer Producer of the Year en een prijs voor het beste arrangement voor Stayin' Alive.
Saturday Night Fever was niet de enige soundtrack die het goed deed bij de Grammy's. Nummers uit de verfilming van Sgt. Pepper's Lonely Hearts Club Band en The Wiz werden onderscheiden (resp. Got To Get You Into My Life van Earth, Wind & Fire en de ouverture van de soundtrack van The Wiz), terwijl de discofilm Thank God It's Friday twee keer won in de vorm van Donna Summers Last Dance. John Williams won eveneens twee Grammy's voor zijn werk voor de soundtrack van Close Encounters of the Third Kind, terwijl zelfs Orson Welles een Grammy wegkaapte met zijn meesterwerk Citizen Kane. Weliswaar ging het hier niet om de filmmuziek, maar om een gesproken-woordopname waarop Welles een deel van het filmverhaal voorlas.
Veel artiesten die in 1978 ook al hadden gewonnen, deden dat nu weer. John Williams, Al Jarreau, Steve Martin, Muddy Waters en Oscar Peterson zijn daar voorbeelden van. Oudgedienden in de klassieke categorieën wonnen opnieuw: Georg Solti kreeg zijn twaalfde Grammy (dit was zijn vijfde opeenvolgende jaar waarin hij minstens één Grammy won) en Vladimir Horowitz voegde twee prijzen toe aan zijn totaal van zestien.
Er werd een nieuwe categorie geïntroduceerd dit jaar, Best Historical Repackage Album. Hierbij gaat het om oude opnamen die opnieuw (of voor het eerst) zijn uitgebracht.
Even leek het erop dat rock een belangrijke rol zou spelen in de Grammy's van 1979, met nominaties voor onder meer Elvis Costello, The Cars en The Rolling Stones (hun allereerste nominatie!). Maar uiteindelijk won geen van deze rock-acts, zodat 1979 een jaar werd waarin de Grammy's een uitstekende weerspiegeling vormde van wat er populair was geweest in de hitlijsten van 1978: disco en filmhits.

## Winnaars

### Algemeen
- Record of the Year
  - "Just the Way You Are" - Billy Joel (uitvoerende); Phil Ramone (producer)
- Album of the Year
  - "Saturday Night Fever" - Film Soundtrack
  - Alle artiesten en producers op dit album kregen een Grammy toegekend. De artiesten waren: Bee Gees, David Shire, Yvonne Elliman, Tavares, Kool & The Gang, KC & the Sunshine Band, MFSB, The Trammps, Walter Murphy, Ralph MacDonald. De producers waren Bee Gees, David Shire, Harry Wayne Casey, Richard Finch, Ralph MacDonald, Albhy Galuten, Arif Mardin, Bill Oakes, Bobby Martin, Broadway Eddie, Freddie Perren, KG Productions, Karl Richardson, Ron Kersey, Thomas J. Valentino, William Salter.
- Song of the Year
  - "Just the Way You Are" - Billy Joel (componist)
- Best New Artist
  - A Taste of Honey

### Pop
- Best Vocal Performance (zangeres)
  - "You Needed Me" - Anne Murray
- Best Vocal Performance (zanger)
  - "On Broadway" - George Benson
- Best Vocal Performance (duo/groep)
  - "Saturday Night Fever" - Bee Gees
- Best Instrumental Performance
  - "Children of Sanchez" - Chuck Mangione Group

### Country
- Best Country Vocal Performance (zangeres)
  - "Here You Come Again" - Dolly Parton
- Best Country Vocal Performance (zanger)
  - "Georgia On My Mind" - Willie Nelson
- Best Country Vocal Performance (duo/groep)
  - "Mamas Don't Let Your Babies Grow Up To Be Cowboys" - Willie Nelson & Waylon Jennings
- Best Country Instrumental Performance
  - "One O'Clock Jump" - Asleep at the Wheel
- Best Country Song
  - Don Schlitz (componist) voor "The Gambler" (uitvoerende: Kenny Rogers)

### R&B
- Best R&B Vocal Performance (zangeres)
  - "Last Dance" - Donna Summer
- Best R&B Vocal Performance (zanger)
  - "On Broadway" - George Benson
- Best R&B Vocal Performance (duo/groep)
  - "All 'n All" - Earth, Wind & Fire
- Best R&B Instrumental Performance
  - "Runnin' " - Earth, Wind & Fire
- Best R&B Song
  - Paul Jabara (componist) voor "Last Dance" (uitvoerende: Donna Summer)

### Ethnic (Folk/Latin)
- Best Ethnic or Traditional Recording
  - "I'm Ready" - Muddy Waters
- Best Latin Recording
  - "Homenaje a Beny More" - Tito Puente

### Gospel
- Best Contemporary Soul Gospel Performance (modern)
  - "Live in London" - Andrae Crouch & The Disciples
- Best Traditional Soul Gospel Performance (traditioneel)
  - "Live and Direct" - Mighty Clouds of Joy
- Best Inspirational Performance (Beste religieuze opname)
  - "Happy Man" - B.J. Thomas
- Best Contemporary or Inspirational Gospel Performance (Beste eigentijdse of religieuze gospelopname)
  - "What A Friend" - Larry Hart
- Best Traditional Gospel Performance (Beste traditionele gospelopname)
  - "Refreshing" - Happy Goodman Family

### Jazz
- Best Jazz Vocal Performance
  - "All Fly Home" - Al Jarreau
- Best Jazz Solo Instrumental Performance
  - "Montreux '77 - The Oscar Peterson Jam" - Oscar Peterson
- Best Jazz Group Instrumental Performance
  - "Friends" - Chick Corea
- Best Big Band Performance
  - "Live in Munich" - Thad Jones & Mel Lewis

### Klassieke muziek
Vetgedrukte namen ontvingen een Grammy. Overige uitvoerenden, zoals orkesten, solisten e.d., die niet in aanmerking kwamen voor een Grammy, staan in kleine letters vermeld.
- Best Classical Performance (orkest)
  - "Beethoven: Symphonies (9) (Complete)" - Herbert von Karajan (dirigent) & Michel Glotz (producer)
  - Berliner Philharmoniker (orkest)
- Best Classical Vocal Soloist Performance (vocale solist)
  - "Hits From Lincoln Center" - Luciano Pavarotti
- Best Opera Recording
  - "Lehar: The Merry Widow" - Julius Rudel (dirigent); George Sponhaltz & John Coveney (producers)
  - Beverly Sills en Alan Titus (solisten); New York City Opera Orchestra (orkest)
- Best Choral Performance (koor)
  - "Beethoven: Missa Solemnis" - Margaret Hills (koordirigente) & Georg Solti (dirigent)
  - Chicago Symphony Orchestra & Chorus (orkest & koor)
- Best Classical Performance Instrumental Soloist(s) (Beste instrumentale uitvoering door een solist, met orkestbegeleiding)
  - "Rachmaninoff: Concert No. 3 in D Minor for Piano" - Vladimir Horowitz
  - New York Philharmonic o.l.v. Eugene Ormandy
- Best Classical Performance Instrumental Soloist(s) (Beste instrumentale uitvoering door een solist, zonder orkestbegeleiding)
  - "The Horowitz Concerts 1977/78" - Vladimir Horowitz
- Best Chamber Music Performance (Beste kamermuziek)
  - "Beethoven: Sonatas for Violin and Piano" - Itzhak Perlman & Vladimir Ashkenazy
- Best Classical Album
  - "Brahms: Concerto for Violin in D" - Carlo Maria Giulini & Itzhak Perlman (uitvoerenden); Christopher Bishop (producer)
  - Chicago Symphony Orchestra (orkest)

### Comedy
- Best Comedy Recording
  - "A Wild and Crazy Guy" - Steve Martin

### Composing & Arranging (Compositie & Arrangementen)
- Best Instrumental Composition
  - "Theme From Close Encounters of the Third Kind" - John Williams
- Best Album or Original Score Written for a Motion Picture or a TV Special (Beste film- of tv-soundtrack)
  - "Close Encounters of the Third Kind" - John Williams
- Best Instrumental Arrangement
  - Quincy Jones & Robert Freedman (arrangeurs) voor "The Wiz Main Title - Overture Part One" (diverse uitvoerenden)
- Best Arrangement Accompanying Vocal(s) (Beste arrangement voor begeleidende muziek)
  - Maurice White (arrangeur) voor "Got To Get You Into My Life" (uitvoerenden: Earth, Wind & Fire)
- Best Arrangement for Voices (Beste zang-arrangement)
  - Bee Gees (arrangeurs) voor "Stayin' Alive" (uitvoerenden: Bee Gees)

### Kinderrepertoire
- Best Recording for Children
  - "The Muppet Show" - Jim Henson (producer) (uitvoerenden: The Muppets)

### Musical
- Best Cast Show Album
  - "Ain't Misbehavin'" - Thomas Z. Shepard (producer)

### Hoezen
- Best Album Package (Beste hoesontwerp)
  - Johnny B. Lee & Tony Lane (ontwerpers) voor "Boys in the Trees" van Carly Simon
- Best Album Notes (Beste hoestekst)
  - Michael Brooks (schrijver) voor "A Bing Crosby Collection, Vols. 1 & 2", uitvoerende: Bing Crosby

### Production & Engineering (Productie & techniek)
- Best Engineered Recording, Non-Classical (Beste techniek op een niet-klassiek album)
  - Al Schmitt & Roger Nichols (technici) voor "FM (No Static At All)" (uitvoerenden: Steely Dan)
- Best Engineered Recording, Classical (Beste techniek op een klassiek album)
  - Arthur Kendy, Edward T. Graham & Ray Moore (technici) voor "Varese: Ameriques/Arcana/Ionisation (Boulez Conducts Varese)", uitvoerenden: New York Philharmonic o.l.v. Pierre Boulez
- Producer of the Year
  - Bee Gees, Albhy Galuten & Karl Richardson

### Gesproken Woord
- Best Spoken Word Recording
  - "Citizen Kane" - Orson Welles

### Historisch
- Best Historical Repackage Album
  - "The Lester Young Story, Vol. 3" - Michael Brooks (producer)